# George Will
George Frederick Will (4 de mayo de 1941, Champaign (Illinois)) es un ganador del Premio Pulitzer, columnista de periódicos conservador, periodista y autor.
Will se desempeñó como editor de la revista conservadora National Review de 1973 a 1976. Se incorporó al grupo de escritores del Washington Post en 1974, escribiendo una columna dos veces por semana, que pasó a ser ampliamente distribuida entre los periódicos de todo el país. En 1976, se convirtió en un editor colaborador de Newsweek , escribiendo una columna quincenal. En 2008, Will todavía escribe las dos columnas.

## Obras
- The Pursuit of Happiness and Other Sobering Thoughts. Harper & Row, 1978.
- The Pursuit of Virtue and Other Tory Notions. Simon & Schuster, 1982.
- Statecraft as Soulcraft: What Government Does. Simon & Schuster, 1983.
- "New business initiatives for public policy", In: Craig E. Aronoff, John L. Ward, dir. "The Future of Private Enterprise", Vol 1, Atlanta: Georgia State University, pp169–180
- The Morning After: American Success and Excesses, 1981–1986. Free Press, 1986.
- The New Season: A Spectator's Guide to the 1988 Election. Simon & Schuster, 1987.
- Men at Work: The Craft of Baseball. Macmillan, 1990.
- Suddenly: The American Idea Abroad and at Home. Free Press, 1990.
- Restoration: Congress, Term Limits and the Recovery of Deliberative Democracy. 1992.
- The Leveling Wind: Politics, the Culture and Other News, 1990–1994. Viking, 1994.
- The Woven Figure: Conservatism and America's Fabric: 1994–1997. Scribner, 1997.
- Bunts: Pete Rose, Curt Flood, Camden Yards and Other Reflections on Baseball. Simon & Schuster, 1997.
- With a Happy Eye But...: America and the World, 1997–2002. Free Press, 2002.
- One Man's America: The Pleasures and Provocations of Our Singular Nation. Crown Publishing Group, 2008.
- A Nice Little Place on the North Side: Wrigley Field at One Hundred. Crown Archetype, 2014.
- The Conservative Sensibility. Hachette Books, 2019.
- American Happiness and Discontents. Hachette Books, 2021.